# Gabrijela Ubavić

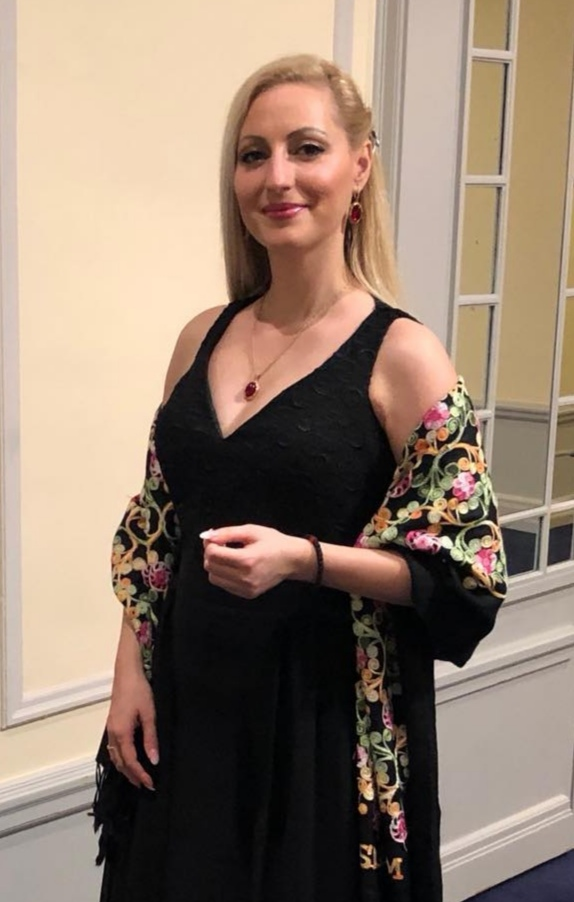
Gabrijela Ubavic (2020)

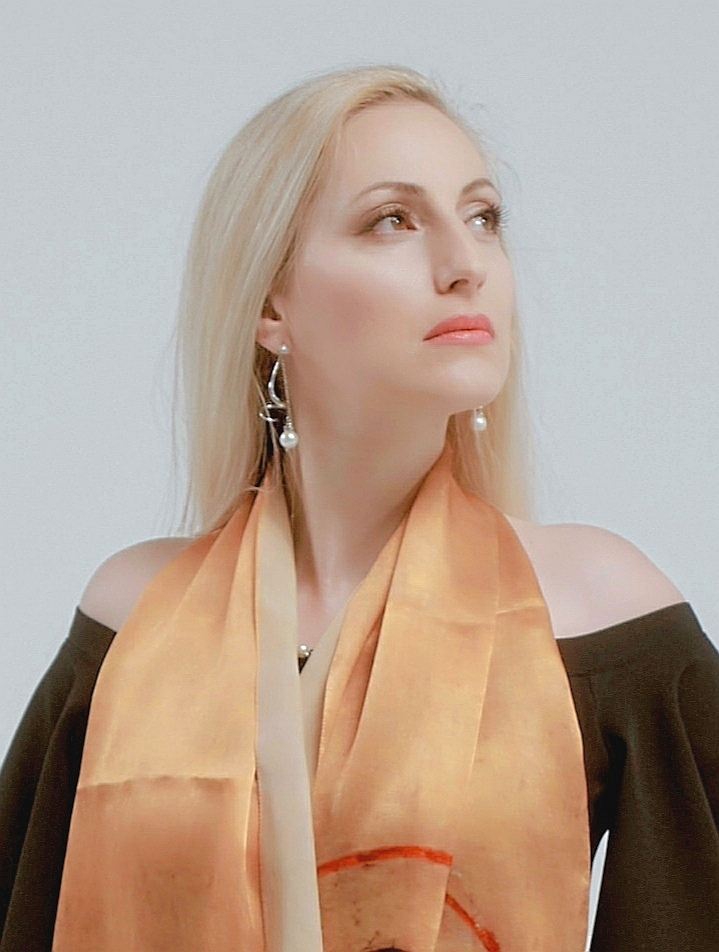
Gabrijela Ubavic (2020)

Gabrijela Ubavic (serbisch Габријела Убавић, * 5. März 1981 in Požarevac, Jugoslawien) ist eine schweizerisch-serbische Opern- und Konzertsängerin (Sopran und lyrischer Koloratursopran).

## Leben
Ubavic wuchs in Passarowitz auf. 2009 schloss sie ihr Studium des klassischen Sologesangs an der Fakultät für Musik der Universität der Künste Belgrad ab. Danach verfolgte sie an der Universität für Musik und darstellende Kunst Wien (mdw) ihr postgraduales Universitätsstudium im Fach Musikdramatische Darstellung und schloss dieses in der Klasse von Reto Nickler und Ivan Parík 2011 ab. Bei der Wiener Gesangspädagogin und Mezzosopranistin Marija Sklad-Sauer absolvierte sie ein Zusatzstudium in Singtechnik.
Ubavic besuchte Meisterkurse bei José Cura an der Nancy Opéra Passion in Nancy, Frankreich (2007) und bei Montserrat Caballé in Saragossa, Spanien (2013).
Gabrijela Ubavic ist verheiratet und lebt in Basel, Schweiz.

## Karriere
Gabrijela Ubavic debütierte am 3. April 2010 in der Rolle der Pamina in Wolfgang Amadeus Mozarts Oper Die Zauberflöte im Josef-Kajetán-Tyl-Theater, Pilsen, Tschechien, und verzeichnete damit ihren internationalen Durchbruch. Weitere internationale Auftritte folgten in den Rollen als Gilda in Giuseppe Verdis Oper Rigoletto, als Violetta Valéry in Giuseppe Verdis Oper La Traviata, als Romilda in Georg Friedrich Händels Oper Xerxes, als Norina in Gaetano Donizettis Oper Don Pasquale und als Adina in Gaetano Donizettis Oper Der Liebestrank in europäischen Ländern.

### Auftritte bei internationalen Musikfestivals
- 2010: Carmina Burana, Summer Cultural Festival in Loket, Tschechien
- 2013: Konzert am Kulturfestival in Trebinje, Bosnien-Herzegovina
- 2013: Opernwoche Operni Tyden Kutna Hora, Tschechien

## Auszeichnungen
- 2012: Gewinnerin des J.K. Tyl-Theater-Preises, Pilsen, Tschechien
- 2012: Zweiter Rang (Kategorie Oper) des 47. Internationalen Antonin Dvoraks Gesangswettbewerbs in Karlsbad, Tschechien[7]
- 2013: Laureatin und Gewinnerin (Kategorie Oper) des 48. Internationalen Antonin Dvoraks Gesangswettbewerbs in Karlsbad, Tschechien
- 2013: Gewinnerin des Preises des Nationaltheaters in Prag, Tschechien.[8]
- 2017: Goldenes Abzeichen des serbischen Ministeriums für Kultur und Information für langjährige künstlerische Arbeit[9]

## Repertoire

### Rollen
- Romilda, Oper Xerxes von George Friedrich Händel[10]
- Pamina, Oper Die Zauberflöte von Wolfgang Amadeus Mozart
- Norina, Oper Don Pasquale von Gaetano Donizetti
- Adina, Oper Der Liebestrank von Gaetano Donizetti
- Gilda, Oper Rigoletto von Giuseppe Verdi[11]
- Violetta Valéry, Oper La Traviata von Giuseppe Verdi
- Yvette und Georgette, Oper La Rondina von Giacomo Puccini[12]

### Konzertrepertoire
Ihr Konzertrepertoire setzt sich zusammen aus klassischen Opernarien und modernen Liedern in verschiedenen Sprachen (Auswahl):
- Italienische Arien oder Lieder: O mio babbino caro der Lauretta aus der Oper Gianni Schicchi von Giacomo Puccini, Arie Quando me'n vo' der Musetta aus der Oper La Bohème von Giacomo Puccini, Sposa son disprezzata der Irene aus der Oper Il Tamerlano von Antonio Vivaldi, Lascia ch’io pianga der Almirena aus der Oper Rinaldo von Georg Friedrich Händel
- Deutsche Lieder von Robert Schumann und Franz Schubert
- Russische Lieder: Moskauer Nächte (Подмосковные вечера, Transkription: Podmoskownyje Wetschera) von Wassili Solowjow-Sedoi (Musik) und Michail Matusowski (Text), Schwarze Augen (russisch Очи чёрные, Transkription Otschi tschornyje) des ukrainischen Schriftstellers und Dichters Jewhen Hrebinka
- Kirchenlieder auf (i) Lateinisch wie Ave Maria von Robert Schubert, das Ave Maria di Caccini von Wladimir Fjodorowitsch Wawilow, (ii) Slawisch von Marijo Slavna (Маријо славна, Glorreiche Maria), (iii) Griechisch wie das Osterlied Christos Anesti! (Χριστὸς ἀνέστη!)

## Weiteres
An der Eröffnungsfeier vom 3. März 2017 der 34. Leichtathletik-Halleneuropameisterschaften 2017 (European Athletics Indoor Championships 2017) in Belgrad sang sie für das Gastland Serbien die Nationalhymne.
Ubavic ist seit 2016 Präsidentin des Frauenchors Barili von Požarevac.